# HLA-B*82

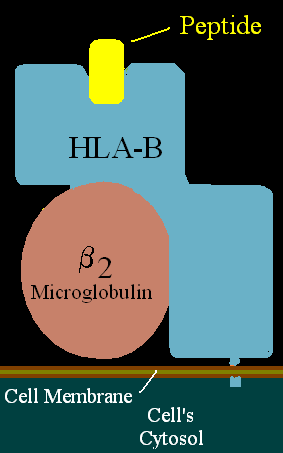

HLA-B*82 هو نمط مصلي من مستضد الكريات البيضاء البشرية-ب.